# راشکا گراشتیتسا
راشکا گراشتیتسا (به بلغاری: Rashka Grashtitsa) یک منطقهٔ مسکونی در بلغارستان است که در شهرستان نوستینو واقع شده‌است.